# Marvel Studios
Marvel Studios (coneguda com a Marvel Films entre el 1993 i el 1996) és una productora cinematogràfica amb seu als Walt Disney Studios de Burbank. L'empresa és propietat de The Walt Disney Company, i és presidida pel productor Kevin Feige.
L'estudi havia estat una empresa subsidiària de Marvel Entertainment fins que Disney va reorganitzar-les l'agost de 2015. Dedicada a la producció d'adaptacions cinematogràfiques dels personatges de Marvel Comics, Marvel Studios ha participat en la producció de tres sagues de personatges que han superat els mil milions de recaptació als Estats Units: X-Men, Spider-Man i les multi-franquícies de l'univers cinematogràfic de Marvel. Des del 2012, les pel·lícules de Marvel Studios són distribuïdes per Walt Disney Studios Motion Pictures, tret de Spider-Man: Homecoming, que fou distribuïda per Sony Pictures, mentre que entre el 2008 i el 2011 ho va fer Paramount Pictures, excepte L'increïble Hulk, distribuïda per Universal Pictures.
En total, les pel·lícules produïdes per Marvel Studios han recaptat més de 17.000 milions de dòlars arreu, fet que la converteix en la franquícia de pel·lícules que més diners ha recaptat en la història del cinema.

## Co-produccions
| Any                | Pel·lícula                                | Director                      | Distribuïdor      |
| ------------------ | ----------------------------------------- | ----------------------------- | ----------------- |
| 1998               | Blade                                     | Stephen Norrington            | New Line Cinema   |
| 2000               | X-Men                                     | Bryan Singer                  | 20th Century Fox  |
| 2002               | Blade II                                  | Guillermo del Toro            | New Line Cinema   |
| 2002               | Spider-Man                                | Sam Raimi                     | Columbia Pictures |
| 2003               | Daredevil                                 | Mark Steven Johnson           | 20th Century Fox  |
| 2003               | X-Men 2                                   | Bryan Singer                  | 20th Century Fox  |
| 2003               | Hulk                                      | Ang Lee                       | Universal Studios |
| 2004               | The Punisher                              | Jonathan Hensleigh            | Lionsgate         |
| 2004               | Spider-Man 2                              | Sam Raimi                     | Columbia Pictures |
| 2004               | Blade: Trinity                            | David S. Goyer                | New Line Cinema   |
| 2005               | Elektra                                   | Rob Bowman                    | 20th Century Fox  |
| 2005               | Fantastic Four                            | Tim Story                     | 20th Century Fox  |
| 2006               | X-Men: The Last Stand                     | Brett Ratner                  | 20th Century Fox  |
| 2007               | Ghost Rider                               | Mark Steven Johnson           | Columbia Pictures |
| 2007               | Spider-Man 3                              | Sam Raimi                     | Columbia Pictures |
| 2007               | Fantastic Four: Rise of the Silver Surfer | Tim Story                     | 20th Century Fox  |
| 2008               | Punisher: War Zone                        | Lexi Alexander                | Lionsgate         |
| 2009               | X-Men Origins: Wolverine                  | Gavin Hood                    | 20th Century Fox  |
| 2011               | X-Men: First Class                        | Matthew Vaughn                | 20th Century Fox  |
| 2012               | Ghost Rider: Spirit of Vengeance          | Mark Neveldine & Brian Taylor | Columbia Pictures |
| 2012               | The Amazing Spider-Man                    | Mark Webb                     | Sony              |
| 2013               | The Wolverine                             | James Mangold                 | 20th Century Fox  |
| 2014               | X-Men: Days of Future Past                | Bryan Singer                  | 20th Century Fox  |
| 2014               | The Amazing Spider-Man 2: Rise of Electro | Mark Webb                     | Sony              |
| 2015               | Fantastic Four                            | Josh Trank                    | 20th Century Fox  |
| 2016               | Deadpool                                  | Tim Miller                    | 20th Century Fox  |
| 2016               | X-Men: Apocalypse                         | Bryan Singer                  | 20th Century Fox  |
| 2017               | Logan                                     | James Mangold                 | 20th Century Fox  |
| 2018               | The New Mutants                           | Josh Boone                    | 20th Century Fox  |
| 2018               | Deadpool 2                                | David Leitch                  | 20th Century Fox  |
| En producció       |                                           |                               |                   |
| 2018               | X-Men: Dark Phoenix                       | Simon Kinberg                 | 20th Century Fox  |
| En desenvolupament |                                           |                               |                   |
| 2018               | Venom                                     | Ruben Fleischer               | 20th Century Fox  |
| 2019               | Gambit                                    | Gore Verbinski                | 20th Century Fox  |

## Produccions independents
| Any                | Pel·lícula                                  | Director                | Distribuïdor         |
| ------------------ | ------------------------------------------- | ----------------------- | -------------------- |
| 2008               | Iron Man                                    | Jon Favreau             | Paramount Pictures   |
| 2008               | L'increïble Hulk (The Incredible Hulk)      | Louis Leterrier         | Universal Studios    |
| 2010               | Iron Man 2                                  | Jon Favreau             | Paramount Pictures   |
| 2011               | Thor                                        | Kenneth Branagh         | Paramount Pictures   |
| 2011               | Captain America: The First Avenger          | Joe Johnston            | Paramount Pictures   |
| 2012               | The Avengers                                | Joss Whedon             | Walt Disney Pictures |
| 2013               | Iron Man 3                                  | Shane Black             | Walt Disney Pictures |
| 2013               | Thor: The Dark World                        | Alan Taylor             | Walt Disney Pictures |
| 2014               | Captain America: The Winter Soldier         | Anthony i Joe Russo     | Walt Disney Pictures |
| 2014               | Guardians of the Galaxy                     | James Gunn              | Walt Disney Pictures |
| 2015               | Avengers: Age of Ultron                     | Joss Whedon             | Walt Disney Pictures |
| 2015               | Ant-Man                                     | Peyton Reed             | Walt Disney Pictures |
| 2016               | Captain America: Civil War                  | Anthony i Joe Russo     | Walt Disney Pictures |
| 2016               | Doctor Strange                              | Scott Derrickson        | Walt Disney Pictures |
| 2017               | Guardians of the Galaxy Vol. 2              | James Gunn              | Walt Disney Pictures |
| 2017               | Spider-Man: Homecoming                      | Jon Watts               | Walt Disney Pictures |
| 2017               | Thor: Ragnarok                              | Taika Waititi           | Walt Disney Pictures |
| 2018               | Black Panther                               | Ryan Coogler            | Walt Disney Pictures |
| 2018               | Avengers: Infinity War                      | Anthony i Joe Russo     | Walt Disney Pictures |
| 2018               | Ant Man and The Wasp                        | Peyton Reed             | Walt Disney Pictures |
| 2019               | Captain Marvel                              | Anna Boden i Ryan Fleck | Walt Disney Pictures |
| 2019               | Avengers 4                                  | Anthony i Joe Russo     | Walt Disney Pictures |
| 2019               | Spider-Man: Far From Home                   | Jon Watts               | Walt Disney Pictures |
| En desenvolupament |                                             |                         |                      |
| 2020               | Black Widow                                 | Jon Watts               | Walt Disney Pictures |
| 2021               | Doctor Strange in the Multiverse of Madness | Sam Raimi               | Walt Disney Pictures |
| 2021               | Thor: Love and Thunder                      | Taika waititi           | Walt Disney Pictures |